# Casa de los Balcarce
La casa de los Balcarce fue una casona colonial que habitó el general de la guerra de Independencia de la Argentina Antonio González Balcarce.

## Historia
Ubicada en la "parroquia de la catedral al sur, sección segunda", a pocos pasos de la Plaza de Mayo, habría sido construida alrededor de 1760.
Edificada en ladrillo cocido y cubierta de tejas y parte con azotea, ocupaba una extensión de 22.5 varas de frente por 17 de fondo con frente a la calle del Fuerte.
Constaba de dos pisos con un amplio frente en el que se abrían dos estrechos balcones en la parte alta y tres ventanas de rejas y dos puertas en la parte baja.
Pasando el alto umbral de doble tramo de la entrada principal se llegaba a un angosto zaguán al cual daban directamente las habitaciones alineadas a izquierda y derecha.

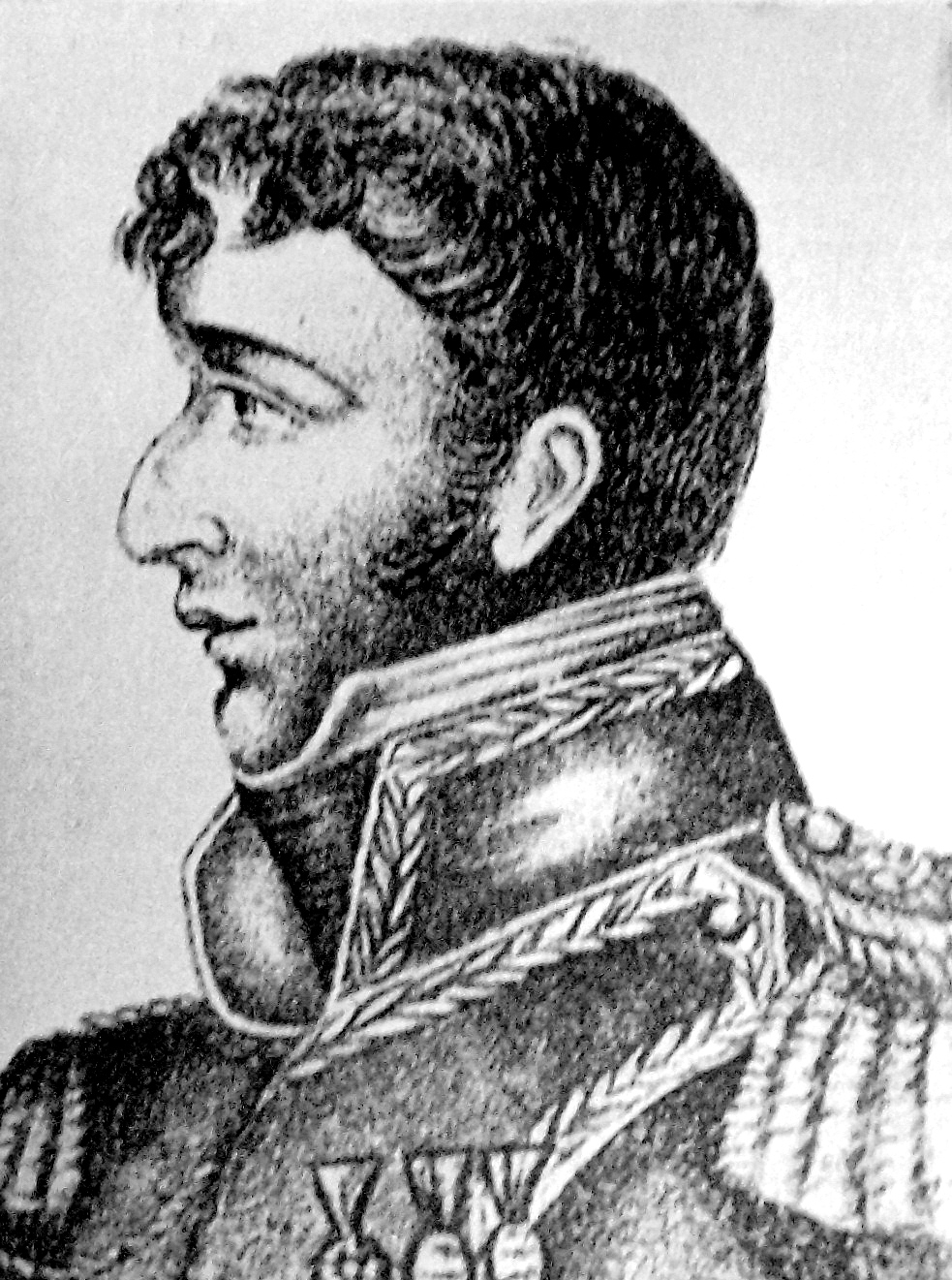
Antonio González Balcarce

El 10 de marzo de 1796 su propietario Isidro Lorea vendió la casa y terreno a Manuel Antonio de Castro Careaga quien la vendió a su vez el 6 de diciembre de 1803 a Dominga Francisca Buchardo San Martín en $f 5000. La escritura realizada ante el escribano Gregorio Ramón de Merlo incluía el solar de la casa sobre la calle ahora llamada del Santo Cristo 151 al 161, y un solar cotiguo que tenía su entrada por la calle Victoria 302 al 314.
La compradora debió asumir un gravámen preexistente de $f 2000 a favor de una capellanía, lo que le fue descontado del precio de venta.
El 21 de enero de 1807 Dominga Buchardo casó con Antonio González Balcarce y aportó la propiedad al matrimonio, convirtiéndose en su vivienda familiar.
Allí nacieron sus hijos, entre ellos Mariano Balcarce, el poeta Florencio González Balcarce y María Balcarce, y vivieron también los hermanos Juan Ramón Balcarce y Marcos Balcarce.
Los Balcarce continuaron habitando la casa aún después de la muerte del general Balcarce en 1818. En 1821 la calle fue nombrada Balcarce en su honor.
Tras la muerte de Dominga Buchardo en enero de 1853, la propiedad conocida como "la casa de los hombres buenos", pasó por herencia a sus hijos sobrevivientes, María y Mariano, y a la muerte de este a propiedad conjunta de María Balcarce y su sobrina Josefa Dominga Balcarce, nieta del general José de San Martín.
El 26 de noviembre de 1895, María Balcarce y su sobrina Josefa Balcarce, que vivían en París, firmaron un poder ante el cónsul argentino Ángel M. Méndez a favor de Carlos Evaristo Machain para que se las reconociese como únicas herederas. Habiéndose extraviado el título correspondiente a la fracción que daba sobre Victoria el apoderado debió gestionar ante la justicia el reconocimiento de sus derechos, que se obtuvo el siguiente año.
Dos meses después de la muerte de María Balcarce (marzo de 1902) Joaquín J.Cueto pidió para su apoderada Josefa Balcarce la totalidad de la posesión, que obtuvo en octubre de ese año. A su muerte acaecida en abril de 1924, Josefa Balcarce donó sus bienes a diversas instituciones de su patria. La histórica casa pasó entonces a la Sociedad de Beneficencia de Buenos Aires.
Posteriormente, se transformó en un inquilinato y fue finalmente demolida casi en su totalidad en 1944 para edificar el nuevo edificio del Banco Hipotecario Nacional, quedando sólo dos habitaciones que fueron declaradas Monumento Histórico Nacional por decreto N° 120412 del 21 de mayo de 1942. En una de ellas una placa asevera que nació el general Antonio González Balcarce, lo que resulta improbable dado que vivió allí tras su casamiento en 1807. En la otra nació, según la tradición, su hijo el poeta Florencio González Balcarce.